# Arcidiocesi di Kigali
L'arcidiocesi di Kigali (in latino Archidioecesis Kigaliensis) è una sede metropolitana della Chiesa cattolica in Ruanda. Nel 2021 contava 676.250 battezzati su 1.909.608 abitanti. È retta dall'arcivescovo cardinale Antoine Kambanda.

## Territorio
L'arcidiocesi si trova nella parte centrale del Ruanda, e comprende la provincia di Kigali, i distretti di Rulindo e Gakenke nella provincia Settentrionale, il distretto di Bugesera e parte di quello di Rwamagana nella provincia Orientale.
Sede arcivescovile è la città di Kigali, dove si trova la cattedrale di San Michele.
Il territorio è suddiviso in 31 parrocchie.

## Storia
L'arcidiocesi è stata eretta il 10 aprile 1976 con la bolla Cum Venerabiles di papa Paolo VI, ricavandone il territorio dall'arcidiocesi di Kabgayi, che contestualmente è stata trasformata in diocesi ed è divenuta suffraganea di Kigali.
Nella guerra civile che vide coinvolto il Ruanda nella prima metà degli anni novanta del XX secolo, trovò la morte, tra gli altri, l'arcivescovo Vincent Nsengiyumva.

## Cronotassi dei vescovi
Si omettono i periodi di sede vacante non superiori ai 2 anni o non storicamente accertati.
- Vincent Nsengiyumva † (10 aprile 1976 - 7 giugno 1994 deceduto)
- Thaddée Ntihinyurwa (9 marzo 1996 - 19 novembre 2018 ritirato)
- Antoine Kambanda, dal 19 novembre 2018

## Statistiche
L'arcidiocesi nel 2021 su una popolazione di 1.909.608 persone contava 676.250 battezzati, corrispondenti al 35,4% del totale.
| anno | popolazione | popolazione | popolazione | presbiteri | presbiteri | presbiteri | presbiteri                | diaconi | religiosi | religiosi | parrocchie |
| anno | battezzati  | totale      | %           | numero     | secolari   | regolari   | battezzati per presbitero | diaconi | uomini    | donne     | parrocchie |
| ---- | ----------- | ----------- | ----------- | ---------- | ---------- | ---------- | ------------------------- | ------- | --------- | --------- | ---------- |
| 1980 | 355.341     | 708.000     | 50,2        | 87         | 30         | 57         | 4.084                     |         | 95        | 128       | 17         |
| 1990 | 558.513     | 1.007.839   | 55,4        | 125        | 39         | 86         | 4.468                     |         | 118       | 238       | 17         |
| 1999 | 507.698     | 945.133     | 53,7        | 82         | 39         | 43         | 6.191                     |         | 95        | 258       | 18         |
| 2000 | 593.432     | 1.132.871   | 52,4        | 85         | 44         | 41         | 6.981                     |         | 76        | 253       | 18         |
| 2001 | 603.811     | 1.116.474   | 54,1        | 85         | 42         | 43         | 7.103                     |         | 85        | 261       | 18         |
| 2002 | 663.666     | 1.178.417   | 56,3        | 101        | 51         | 50         | 6.570                     |         | 88        | 270       | 18         |
| 2003 | 680.205     | 1.400.683   | 48,6        | 102        | 58         | 44         | 6.668                     |         | 84        | 273       | 18         |
| 2004 | 683.441     | 1.350.179   | 50,6        | 115        | 64         | 51         | 5.942                     |         | 103       | 290       | 20         |
| 2006 | 721.759     | 1.312.533   | 55,0        | 110        | 66         | 44         | 6.561                     |         | 86        | 277       | 21         |
| 2013 | 833.000     | 1.528.000   | 54,4        | 135        | 71         | 64         | 6.170                     |         | 176       | 411       | 27         |
| 2016 | 952.665     | 1.830.982   | 52,0        | 156        | 97         | 59         | 6.106                     |         | 168       | 442       | 28         |
| 2019 | 1.015.235   | 1.951.250   | 52,0        | 165        | 98         | 67         | 6.152                     |         | 225       | 707       | 31         |
| 2021 | 676.250     | 1.909.608   | 35,4        | 168        | 103        | 65         | 4.025                     |         | 232       | 669       | 31         |